# Декоративные собаки

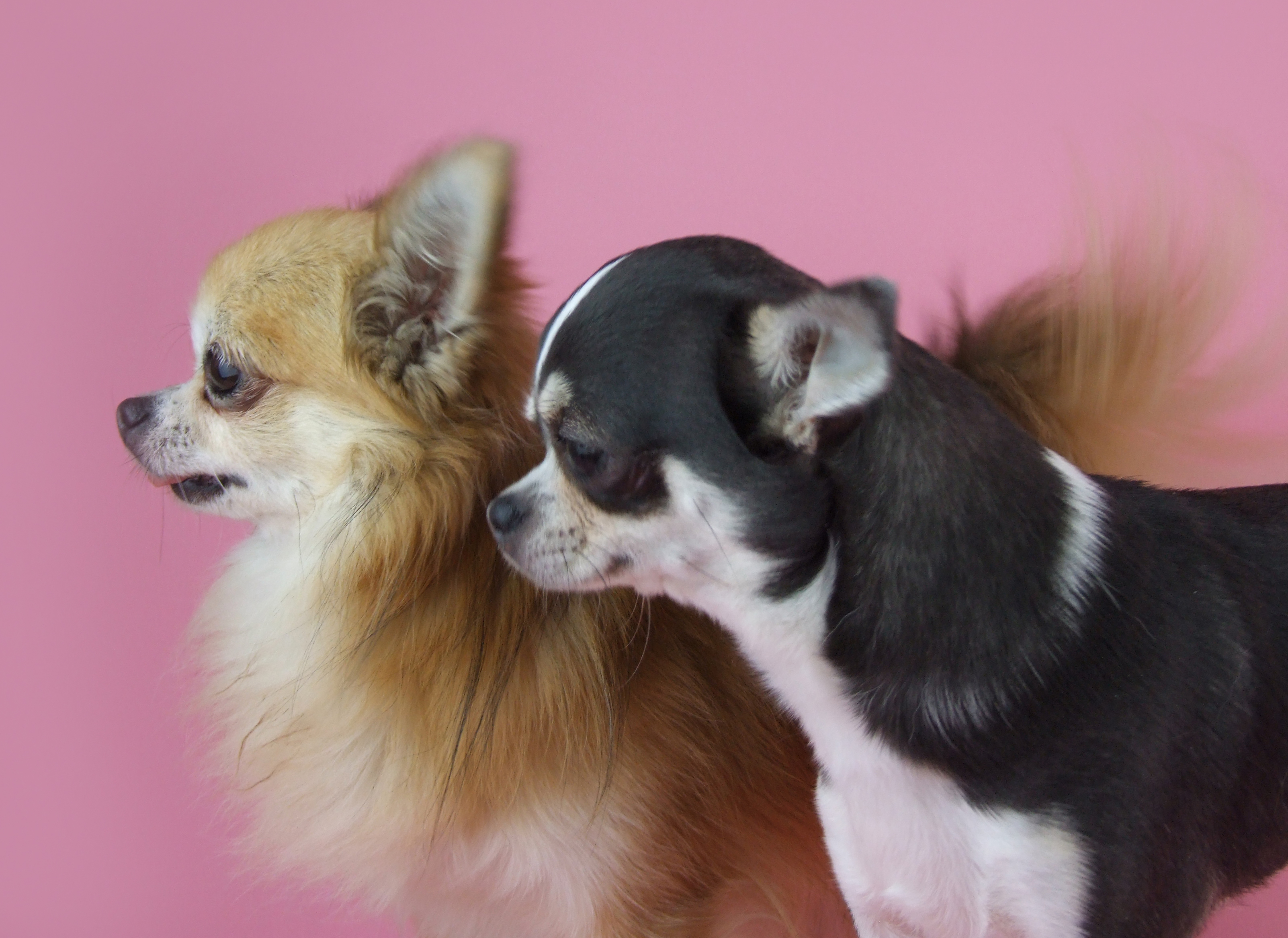
Чихуахуа

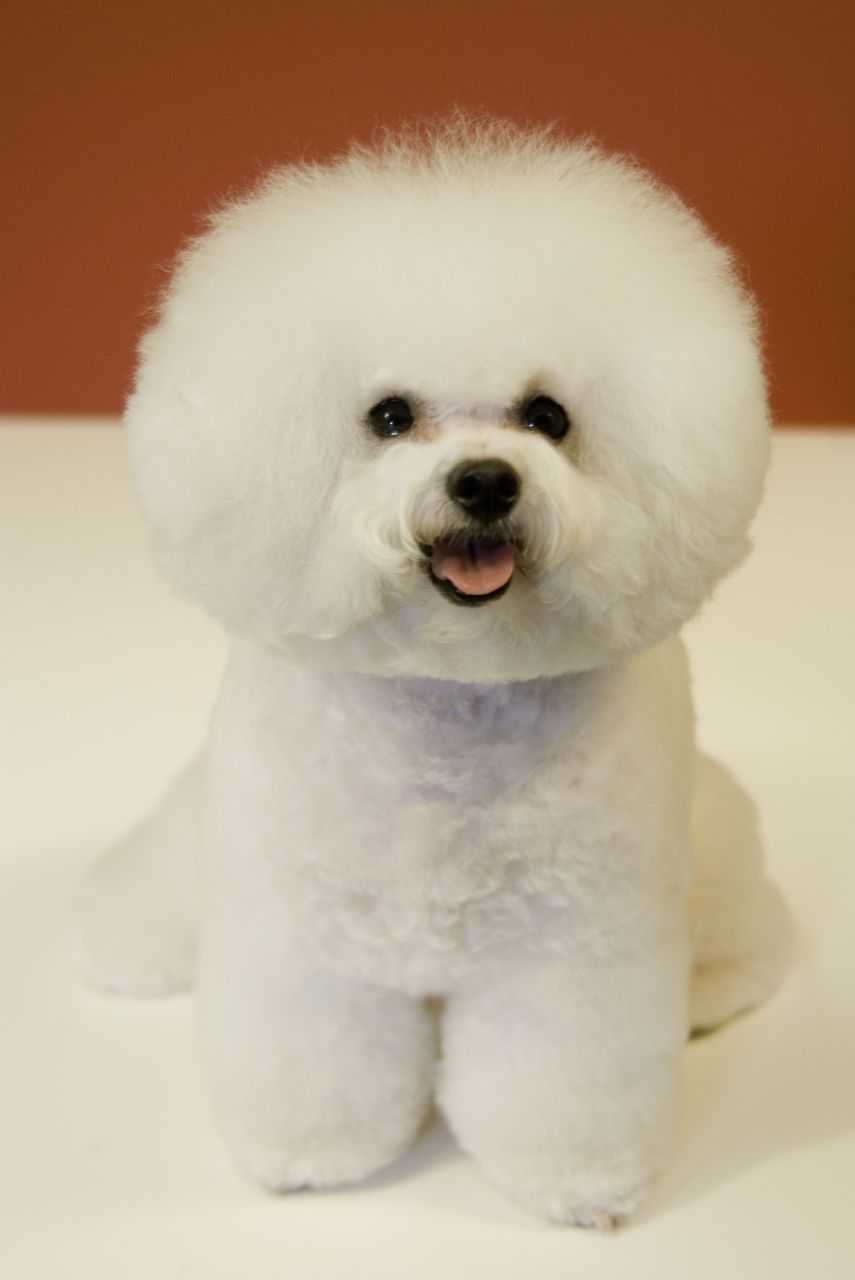
Бишон фризе

Декоративные собаки (Комнатные собаки, собаки-компаньоны) — собирательное определение пород собак, не предназначенных для выполнения какой-либо специальной работы и используемых преимущественно в качестве домашних любимцев. Большинство собак мелких пород являются комнатно-декоративными собаками.
Все существующие системы классификации пород собак обособляют комнатно-декоративные породы от пород, предназначенных для выполнения определённой работы. Классификации Английского Кеннел-клуба, Американского клуба собаководства и кинологических организаций других англоговорящих стран содержат группу «той-породы» (от англ. toy — игрушка в дословном переводе - игрушечные собаки), в классификации МКФ имеется группа IX «Тои и компаньоны». Тем не менее, перечень пород, которые могут быть отнесены к декоративным, не ограничивается соответствующей группой. Это обусловлено тем, что некоторые породы первоначально были выведены для работы, однако впоследствии утратили своё рабочее предназначение и превратились в декоративных собак, основной задачей которых является доставлять удовольствие своим владельцам. Так, декоративные породы есть среди терьеров (йоркширский терьер, австралийский шелковистый терьер), пинчеров (карликовый пинчер, аффенпинчер), в группе так называемых примитивных пород (померанский шпиц) и т. д.

## Происхождение

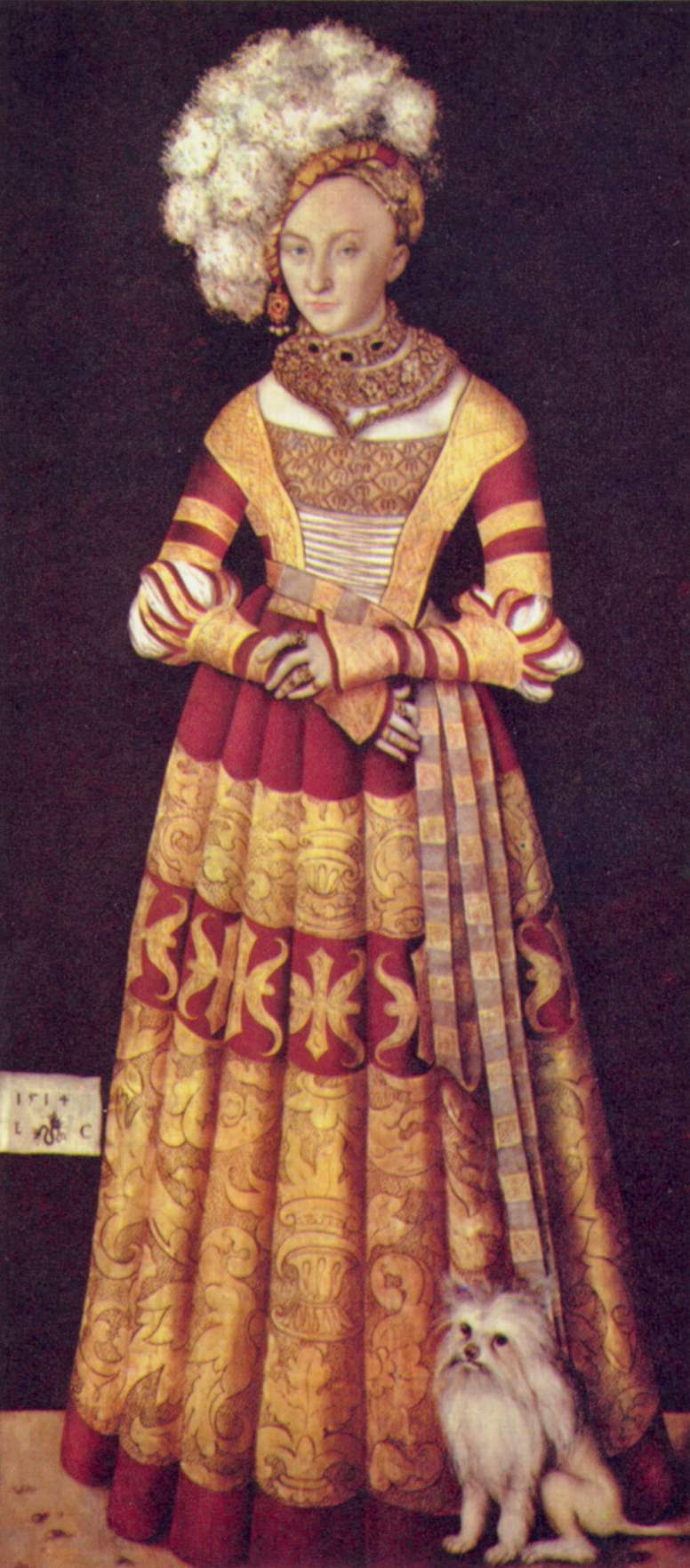
Лукас Кранах ст. Портрет герцогини Катарины фон Мекленбург

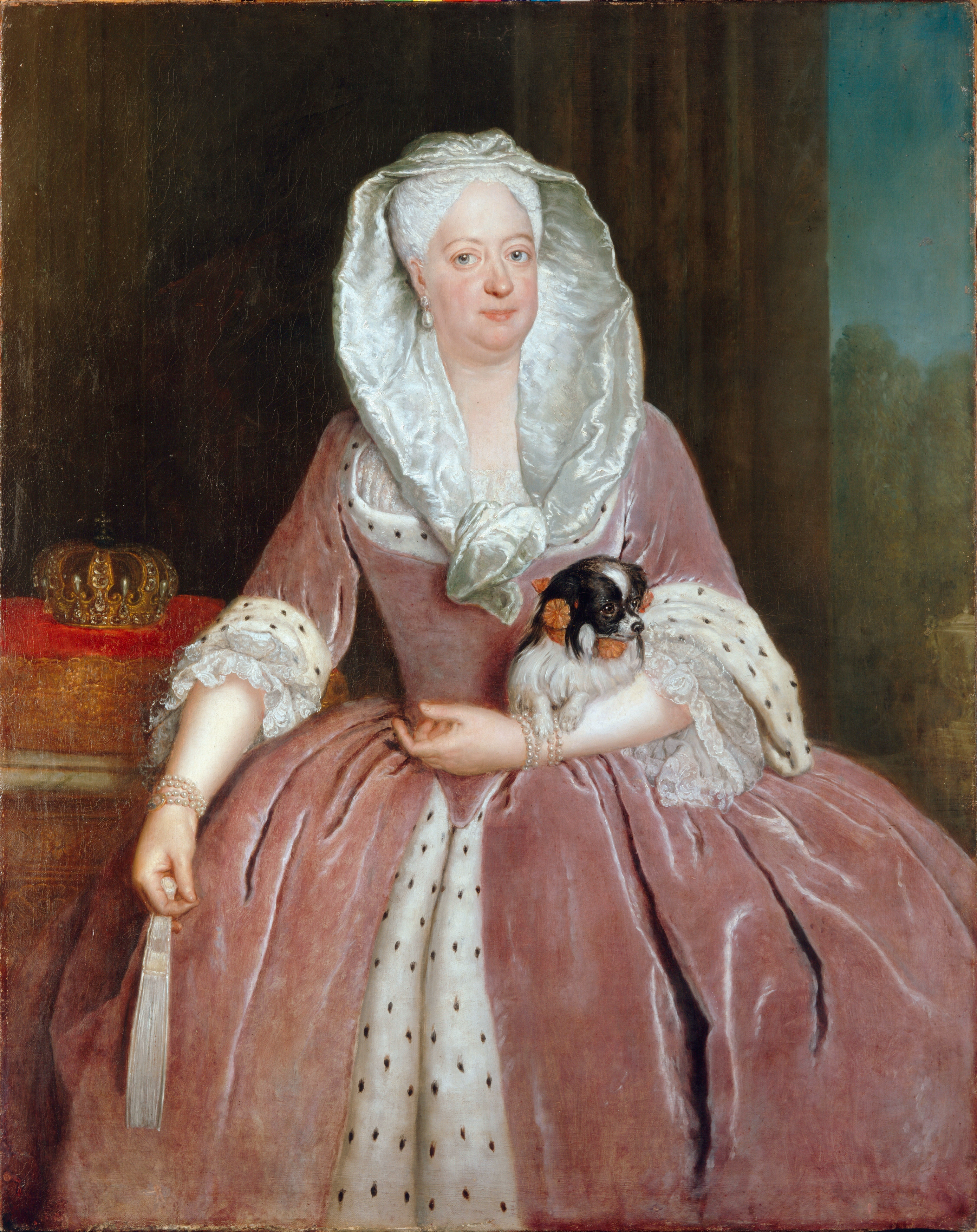
А. Пэн. Портрет Софии Доротеи Прусской

Декоративные собаки издревле жили с человеком, наряду с охотничьими, сторожевыми и пастушьими собаками. Маленькие собачки служили развлечением своих владельцев, символизировали достаток и высокий социальный статус. Высокопоставленные и известные персоны с самых древних времён нередко изображены на портретах в компании с собачкой. Таких собак называли «коленными» (англ. lap dog). Утверждают также, что состоятельные люди содержали таких собачек, чтобы они отвлекали на себя блох, в обилии населявших хозяина. К древнейшим декоративным породам относят, в частности, пекинеса.
Другие декоративные породы возникли в процессе направленного уменьшения размера некоторых рабочих пород, в первую очередь — охотничьих и сторожевых. Мелкие разновидности охотничьих пород предназначались для работы конкретного вида (ловля крыс, работа в норах по мелкому зверю). Уменьшение размеров сторожевых собак имело целью удобство содержания в доме.

## Особенности

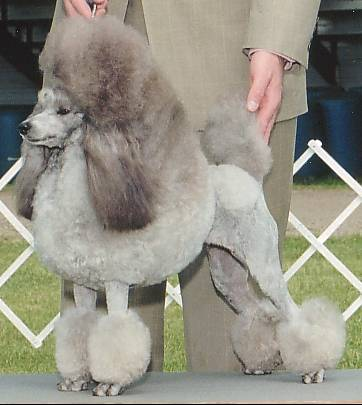
Пудель

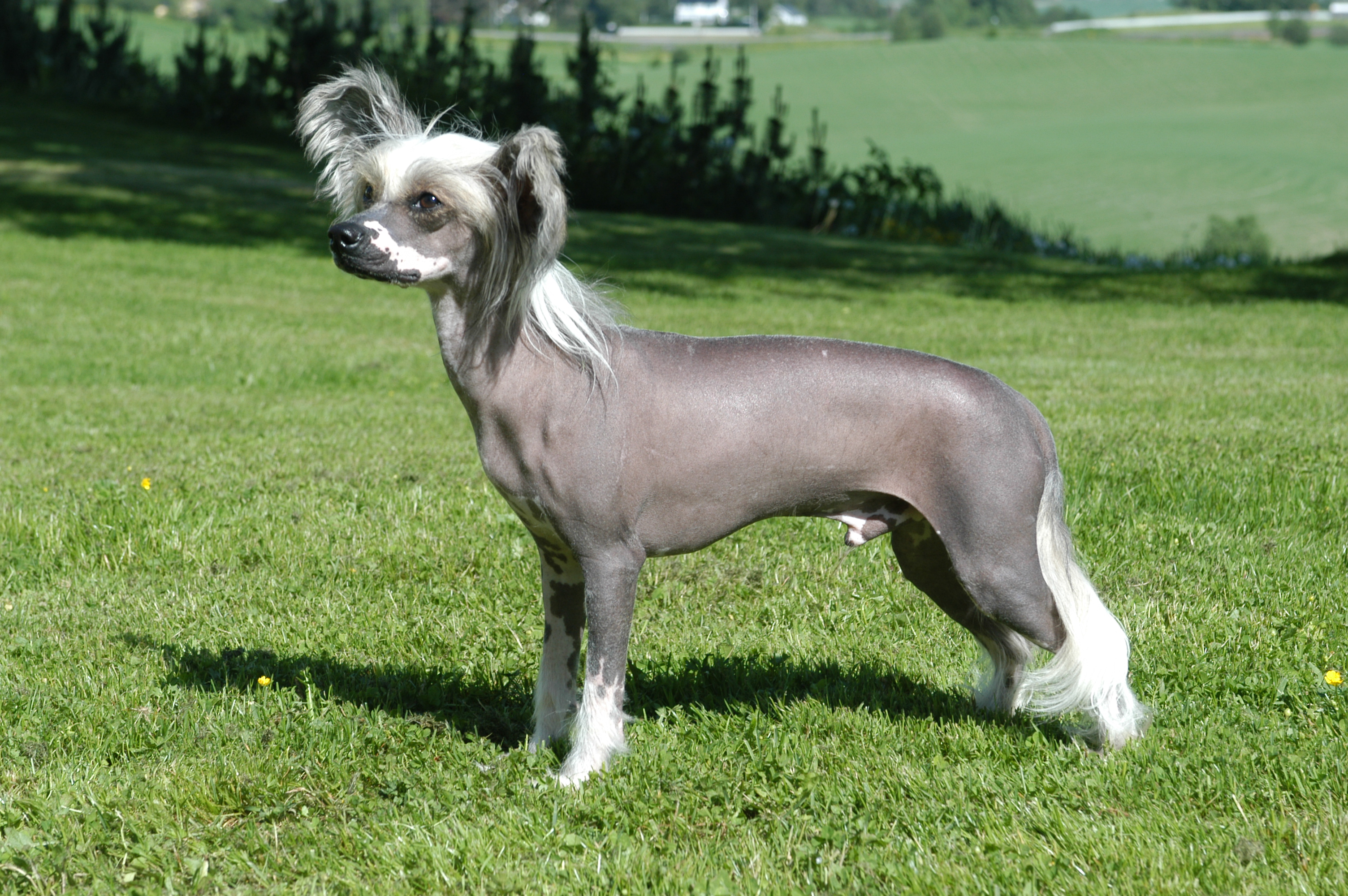
Китайская хохлатая собака

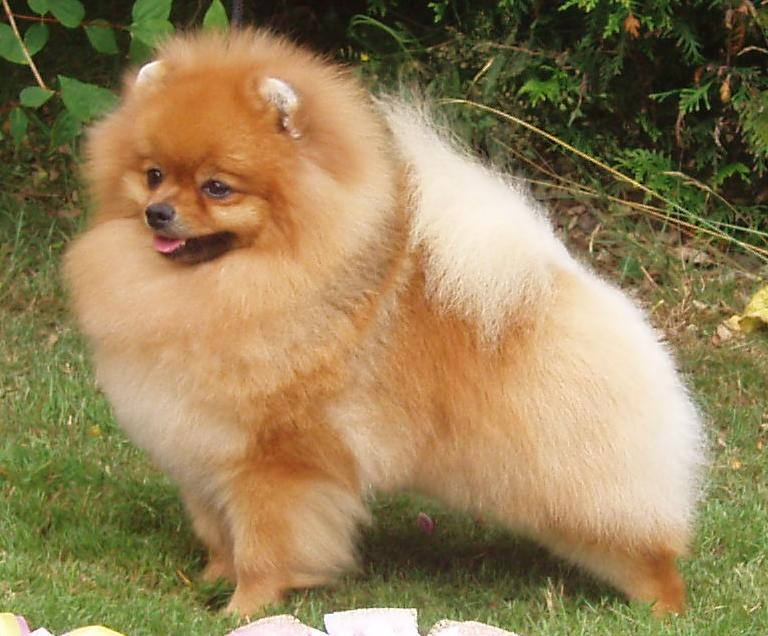
Померанский шпиц

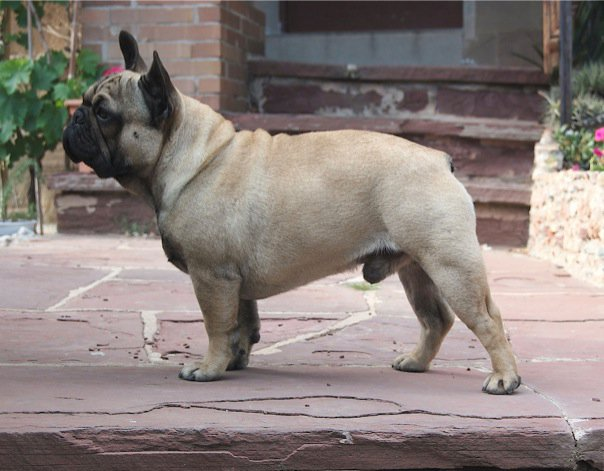
Французский бульдог

Селекция комнатно-декоративных пород собак была направлена на закрепление каких-либо особенных внешних признаков, привлекательных для владельцев. Так, пекинесы ценились за свой львиный облик, а мопсы — за симпатичные морщины и обезьянью мордочку. Внешность декоративных собак зачастую утрирована, закреплены мутантные и карликовые формы. Специфика использования декоративных собак предполагает также отбор по характеру и темпераменту — поведение комнатной собачки должно быть приятным и забавным. Декоративная собака не должна быть агрессивной, охотничьи инстинкты должны быть подавлены, чтобы собака не убегала от хозяина. Собачки должны быть привязаны к хозяину, активно выражать эмоции и быть высокосоциальными как в отношении человека, так и в отношении других собак.
Если декоративная собака агрессивна, истерична, не способна ужиться с другими членами семьи, можно говорить о неправильной селекции, направленной исключительно на закрепление экстерьерных признаков в ущерб поведенческим. При этом особенных требований к традиционным рабочим качествам не предъявляется: обоняние, выносливость и неприхотливость не являются необходимыми качествами комнатно-декоративных собак.

## Породы

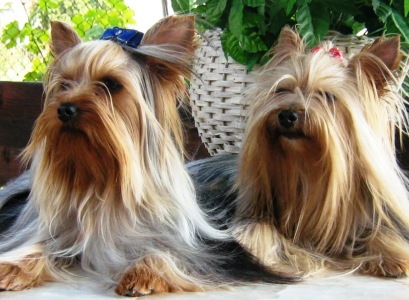
Йоркширский терьер

В соответствии с классификацией пород МКФ комнатно-декоративные породы собак отнесены к группе IX «Тои и компаньоны» и разделяются на 11 секций.
- 1. Бишоны и родственные породы: мальтезе, бишон фризе, гаванский бишон, болоньез, котон де тулеар, малая львиная собака;
- 2. Пудели (разные окрасы): большой пудель, средний пудель, малый пудель, той-пудель;
- 3. Малые бельгийские собаки: бельгийский гриффон, брюссельский гриффон, малый брабансон;
- 4. Голые собаки: Китайская хохлатая собака;
- 5. Тибетские породы: лхаса апсо, ши-тцу, тибетский спаниель, тибетский терьер;
- 6. Чихуахуа;
- 7. Английские той-спаниели: кавалер кинг чарльз спаниель, кинг чарльз спаниель;
- 8. Японский хин и пекинес;
- 9. Континентальный той-спаниель и русский той: Папийон и фален, русский той;
- 10. Кромфорлендер;
- 11. Малые молоссоиды: бостон-терьер, мопс, французский бульдог.

Российская кинологическая федерация относит к группе комнатно-декоративных пород, помимо перечисленных:
- английский той-терьер (группа 3 по классификации МКФ);
- не признанные МКФ породы: Американский той-фокс, бивер, пражский крысарик, русская цветная болонка.

Английский Кеннел-клуб к числу той-пород относит также породы:
- из 2 группы МКФ: аффенпинчер, карликовый пинчер;
- из 3 группы МКФ: австралийский шелковистый терьер, английский той-терьер, йоркширский терьер;
- из 5 группы МКФ: померанский шпиц;
- из 10 группы МКФ: левретка.

Американский клуб собаководства дополняет группу той-пород Манчестер-терьером (той — разновидность), который по классификации МКФ принадлежит к третьей группе.
В качестве комнатно-декоративных пород используются и многие другие породы, хотя в соответствии с классификациями ведущих кинологических организаций они отнесены к другим группам. В частности, в качестве декоративных собак содержат американского кокер-спаниеля, шелти, миниатюрных шнауцеров, вест хайленд уайт терьера и других мелких терьеров, миниатюрных и кроличьих такс, бигля, ксолоитцкуинтли и др.